# Darmstädter Privatbrauerei

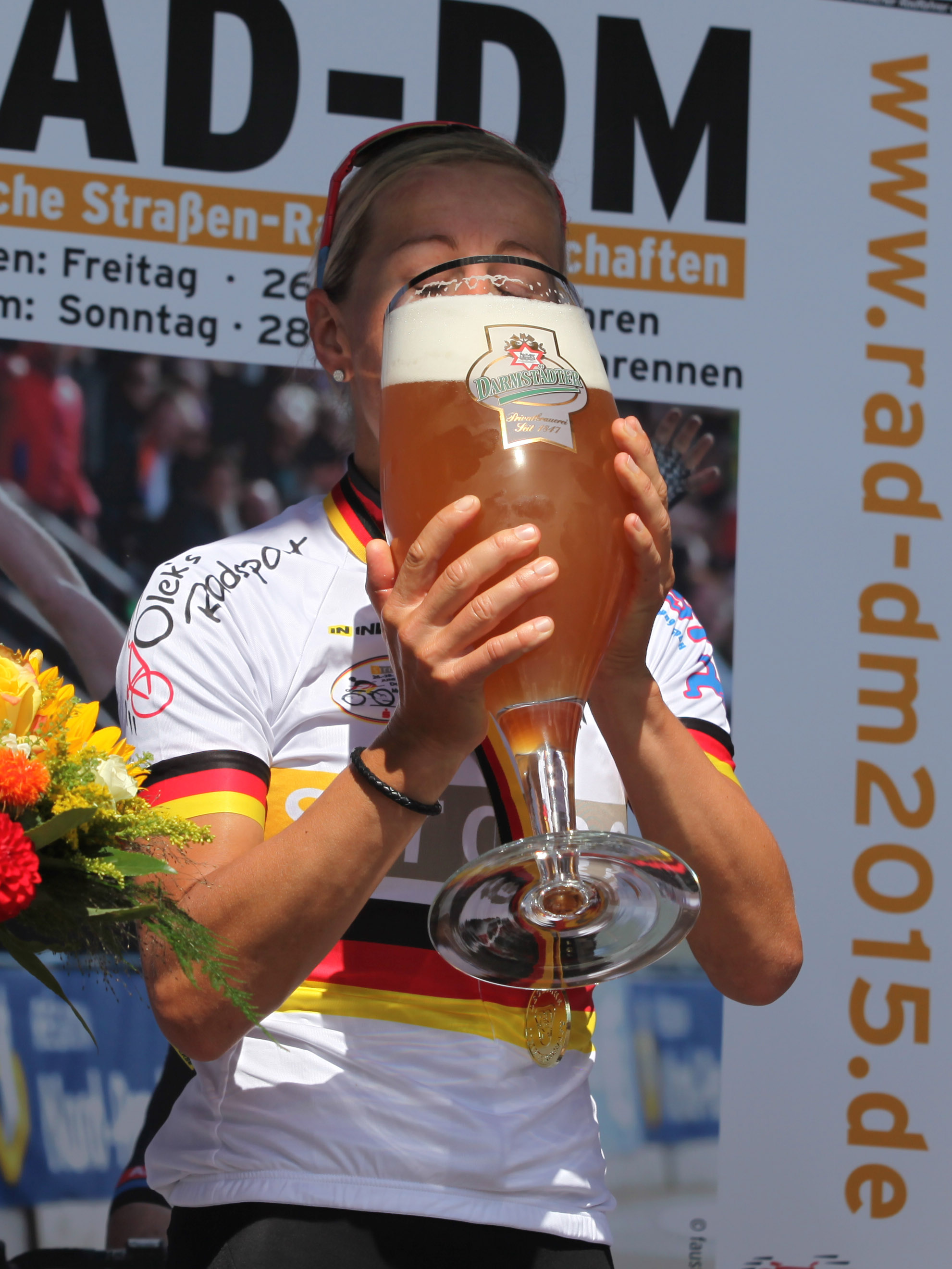
Überdimensionale Pilstulpe als Werbemaßnahme bei einem Radrennen

Die Darmstädter Privatbrauerei ist die größte Brauerei in Darmstadt. Sie verfügt über eine Produktpalette von 15 Bieren bzw. Biermischgetränken. Seit Mai 2014 tritt die Brauerei unter der Marke Braustüb'l — Darmstädter Braukunst öffentlich auf.

## Produkte

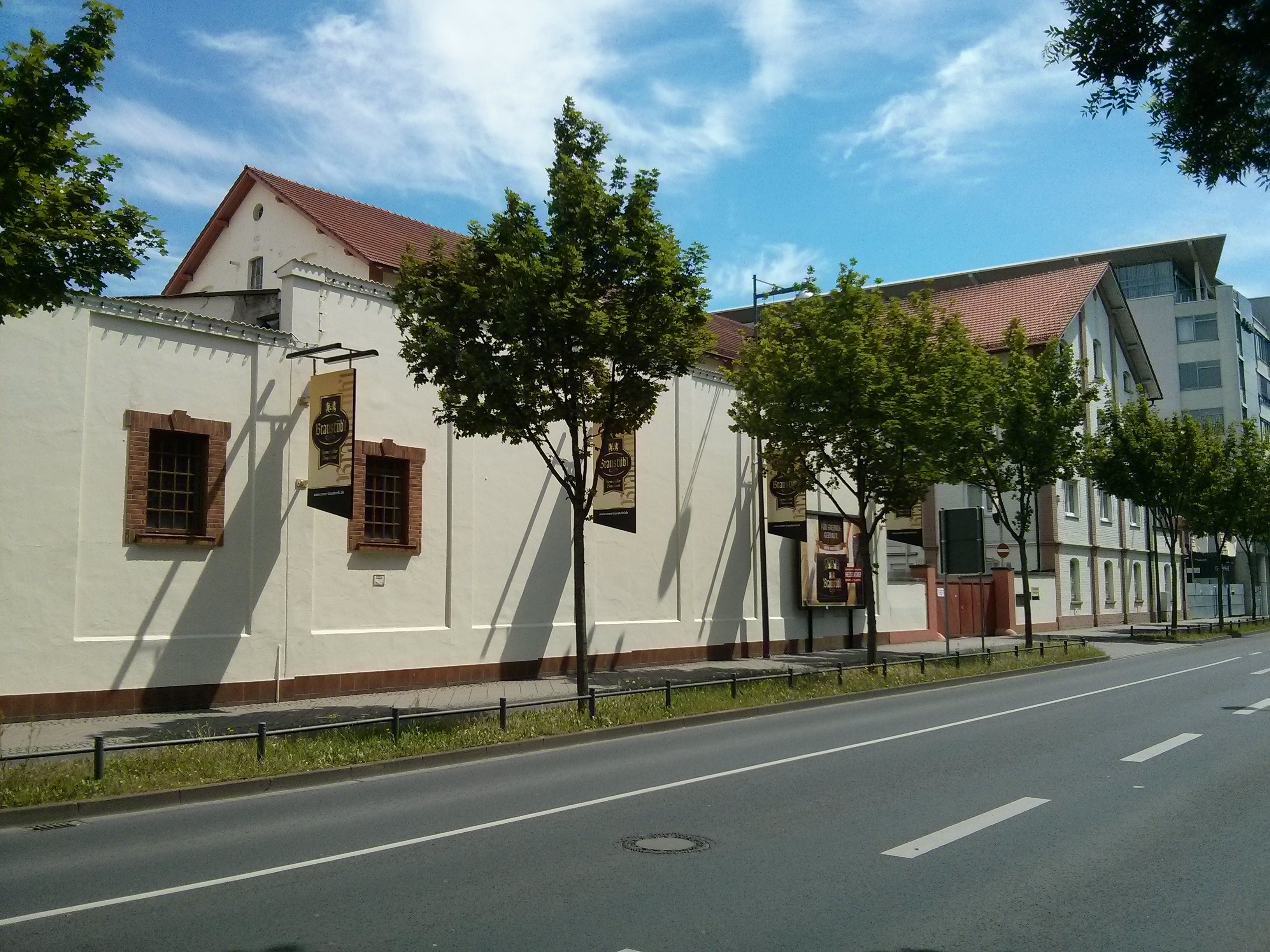
Blick auf die Darmstädter Privatbrauerei

2016 wurden insgesamt 76.000 hl Bier gebraut. 67.000 hl davon entfallen auf die eigenen Marken:
Die Brauerei vertreibt Getränke unter den Marken "Baustil"; "Braustüb'l" und "Darmstädter". Neben dem Standardsortiment deutscher Brauereien werden Mokka Stout und Sunlight Hops produziert.

## Historie

Ehemaliges Logo bis Mai 2014

Jacob Rummel gründete im Jahr 1847 eine Gaststätte mit angeschlossener Brauerei in der Nähe der Eisenbahnstrecke und nannte sie „zur Eisenbahn“.
Im Jahr 1880 erreichten die Produktionsanlagen ihre Kapazitätsgrenzen. Abhilfe schuf der Umzug an den heutigen Standort. Im selben Jahr eröffnete hier auch der Brauereiausschank, das „Braustüb'l“.
1912 wurde in unmittelbarer Nähe der Brauerei der Darmstädter Hauptbahnhof errichtet. Inspiriert durch die wachsende Bedeutung der Eisenbahn für das Leben der Menschen fand die Lokomotive (die „Rummel-Lok“) als Symbol für Dynamik, Energie und Bewegung ihren Weg in das Logo der Brauerei.
1997 feierte die Darmstädter Privatbrauerei mit einem großen Brauereifest ihr 150-jähriges Bestehen. Zur Feier des Ereignisses wurde das Zwickelbier wieder in die Produktfamilie aufgenommen, das 2012 allerdings in Braustüb'l Naturtrüb umbenannt wurde.
Im Jahr 2000 wurde die fast in Vergessenheit geratene Bügelflasche wieder eingeführt und entwickelte sich schnell zum beliebten neuen Markenzeichen der Darmstädter Biere.
Im Mai 2014 stellte sich die Brauerei neu auf und richtete ihre Marken auf Braustüb'l aus. Zuvor erschienen einige Sorten sowohl unter der Marke Darmstädter wie unter Braustüb'l. 75 Prozent der Kunden kaufte allerdings Pils unter der Marke Braustüb'l, sodass die Marke Darmstädter fast vollständig verschwand. Einzig das Darmstädter Pilsner wird unter der alten Marke weiterhin angeboten und in Flaschen mit Kronkorken verkauft.